# Posłowie Rady Narodowej Republiki Słowackiej VI kadencji
Posłowie do Rady Narodowej Republiki Słowackiej VI kadencji – posłowie do Rady Narodowej wybrani w przedterminowych wyborach na Słowacji przeprowadzonych 10 marca 2012.
Kierunek – Socjalna Demokracja
1. Ladislav Andreánsky
2. Michal Bagačka
3. Vladimír Baláž
4. Jaroslav Baška
5. Juraj Blanár
6. Otto Brixi
7. Dušan Bublavý
8. Jozef Buček
9. Jozef Burian
10. Dušan Čaplovič
11. Miroslav Číž
12. Jaroslav Demian
13. Daniel Duchoň
14. Vladimír Faič
15. Igor Federič
16. Robert Fico
17. Darina Gabániová
18. Dušan Galis
19. Milan Géci
20. Tibor Glenda
21. Martin Glváč
22. Pavol Goga
23. Lea Grečková
24. Augustín Hambálek
25. Igor Choma
26. Ľubomír Jahnátek
27. Mária Janíková
28. Dušan Jarjabek
29. Viliam Jasaň
30. Vladimír Jánoš
31. Robert Kaliňák
32. Ladislav Kamenický
33. Peter Kažimír
34. Marián Kéry
35. Andrej Kolesík
36. Maroš Kondrót
37. Magda Košútová
38. Marián Kovačócy
39. Mikuláš Krajkovič
40. Stanislav Kubánek
41. Jana Laššáková
42. Tibor Lebocký
43. Iveta Lišková
44. Michal Lukša
45. Róbert Madej
46. Marek Maďarič
47. Mojmír Mamojka
48. Ľuboš Martinák
49. Anton Martvoň
50. Vladimír Matejička
51. Milan Mojš
52. Dušan Muňko
53. Emília Müllerová
54. Oľga Nachtmannová
55. Bibiána Obrimčáková
56. Branislav Ondruš
57. Milan Panáček
58. Pavol Paška
59. Pavol Pavlis
60. Svetlana Pavlovičová
61. Peter Pellegrini
62. Ľubomír Petrák
63. Ján Počiatek
64. Ján Podmanický
65. Róbert Puci
66. Richard Raši
67. Ján Richter
68. Ľubica Rošková
69. Marián Saloň
70. Ján Senko
71. Viktor Stromček
72. Boris Susko
73. Peter Šuca
74. Viera Tomanová
75. Jozef Valocký
76. Jana Vaľová
77. Ivan Varga
78. Ľubomír Vážny
79. Anna Vitteková
80. Marián Záhumenský
81. Renáta Zmajkovičová
82. Ľubomír Želiezka
83. Peter Žiga

Ruch Chrześcijańsko-Demokratyczny
1. Pavol Abrhan
2. Július Brocka
3. Ján Figeľ
4. Martin Fronc
5. Monika Gibalová
6. Pavol Hrušovský
7. Ján Hudacký
8. Marián Kvasnička
9. Daniel Lipšic
10. Jozef Mikloško
11. Peter Muránsky
12. Radoslav Procházka
13. Alojz Přidal
14. Ivan Uhliarik
15. Pavol Zajac
16. Jana Žitňanská

Zwyczajni Ludzie
1. Martin Fecko
2. Alojz Hlina
3. Eva Horváthová
4. Igor Hraško
5. Mikuláš Huba
6. Erika Jurinová
7. Miroslav Kadúc
8. Štefan Kuffa
9. Igor Matovič
10. Helena Mezenská
11. Ján Mičovský
12. Peter Pollák
13. Mária Ritomská
14. Branislav Škripek
15. Richard Vašečka
16. Jozef Viskupič

Most-Híd
1. Tibor Bastrnák
2. Béla Bugár
3. Gabriel Csicsai
4. Árpád Érsek
5. Gábor Gál
6. Andrej Hrnčiar
7. Rudolf Chmel
8. Elemér Jakab
9. József Nagy
10. Zsolt Simon
11. László Sólymos
12. František Šebej
13. Ivan Švejna

Słowacka Unia Chrześcijańska i Demokratyczna – Partia Demokratyczna
1. Miroslav Beblavý
2. Mikuláš Dzurinda
3. Martin Fedor
4. Pavol Frešo
5. Ľudovít Kaník
6. Ivan Mikloš
7. Jozef Mikuš
8. Viliam Novotný
9. Ivan Štefanec
10. Magdaléna Vášáryová
11. Lucia Žitňanská

Wolność i Solidarność
1. Juraj Droba
2. Ľubomír Galko
3. Martin Chren
4. Jozef Kollár
5. Daniel Krajcer
6. Jozef Mihál
7. Juraj Miškov
8. Lucia Nicholsonová
9. Peter Osuský
10. Martin Poliačik
11. Richard Sulík